# Pseudomorpha excrucians
Pseudomorpha excrucians är en skalbaggsart som beskrevs av Kirby. Pseudomorpha excrucians ingår i släktet Pseudomorpha och familjen jordlöpare. Inga underarter finns listade i Catalogue of Life.